# Live at the O2 Arena
„Live at the O2 Arena” – pierwszy koncertowy album Katie Melua wydany na płycie CD. Zarejestrowany koncert miał miejsce 8 listopada 2008 roku w O2 Arena w Londynie.

## Lista utworów
1. Piece By Piece
2. Lilac Wine
3. Yellow Leaves (Q'viteli Potlebi)
4. My Aphrodisiac Is You
5. Crawling Up A Hill
6. Mary Pickford
7. Blues In The Night
8. If You Were A Sailboat
9. Ghost Town
10. Perfect Circle
11. Spider's Web
12. Toy Collection
13. Scary Films
14. Mockingbird Song
15. The Closest Thing To Crazy
16. Nine Million Bicycles
17. On The Road Again
18. Kosmic Blues
19. I Cried For You

Dodatkowo na płycie winylowej znajdują się:
1. Thank You, Stars
2. Two Bare Feet
3. Spellbound